# Nobuaki Kobayashi
Nobuaki Kobayashi (japonès: 小林伸明)  (Japó, 26 de març de 1942 - 25 de novembre de 2019) fou un jugador professional japonès de billar a tres bandes.
Després de finalitzar en segona posició, per darrere del belga Raymond Ceulemans, tres cops els anys 1970, 1972 i 1973 en el campionat del món, Kobayashi aconseguí derrotar Ceulemans en l'edició de 1974, trencant el regnat de 10 anys consecutius del billarista belga. Una dècada més tard repetí el títol mundial derrotant el també belga Ludo Dielis. A més dels dos campionats del món, Kobayashi fou 10 cops subcampió. També guanyà 9 títols del Japó.
Va morir el 25 de novembre de 2019 a l'edat de 77 anys.